# Acrotriche
Acrotriche és un gènere de plantes amb flor que pertanyen a la família de les ericàcies (Ericaceae). Es troba a tots els estats d'Austràlia excepte al Territori del Nord. Les plantes del gènere Acrotriche són arbustos amb branques peludes, fulles amb nervadures més o menys paral·leles i petites flors amb 5 sèpals i pètals units a la base que formen un tub de campana a cilíndric amb pèls i estams a la gola.

## Descripció
Les plantes del gènere Acrotriche són arbustos amb branquetes amb pèls fins, suaus o vellosos, i fulles amb pecíols curts i venes més o menys paral·leles i un to verd més clar a la superfície inferior. Les flors són petites i bisexual, sèssils o en una espiga curta a l'axil·la de les fulles amb una bràctea i 2 bracteoles per sota dels 5 sèpals. Les bràctees, les bràcteoles i els sèpals tenen forma d'ou a gairebé rodones. Els 5 pètals s'uneixen a la base per formar un tub acampanat o cilíndric amb 5 flocs de pèl a la gola i el tub ple de nèctar. Els lòbuls dels pètals són triangulars amb les anteres doblegades cap enrere entre els lòbuls. L'ovari és més o menys esfèric amb de 2 a 7 lòculs, cada lòcul amb un òvul. El fruit és una drupa amb un mesocarpi polpós i un endocarpi dur.

## Taxonomia
El gènere va ser descrit per Robert Brown i publicat a Prodromus Florae Novae Hollandiae 547, a l'any 1810.

## Espècies acceptades
Comprèn 18 espècies descrites del gènere Acrotriche acceptades fins al juny de 2024, ordenades alfabèticament. Per a cadascuna s'indica el nom binomial seguit de l'autor, abreujat segons les convencions i usos.
- Acrotriche affinis DC.
- Acrotriche aggregata R.Br.
- Acrotriche baileyana (Domin) J.M.Powell
- Acrotriche cordata (Labill.) R.Br.
- Acrotriche depressa R.Br.
- Acrotriche divaricata R.Br.
- Acrotriche dura (Benth.) Quinn
- Acrotriche fasciculiflora	(Regel) Benth.
- Acrotriche halmaturina B.R.Paterson
- Acrotriche lancifolia	Hislop
- Acrotriche leucocarpa	Jobson & Whiffin
- Acrotriche orbicularis Hislop
- Acrotriche parviflora	(Stschegl.) Hislop
- Acrotriche patula	R.Br.
- Acrotriche prostrata	F.Muell.
- Acrotriche ramiflora	R.Br.
- Acrotriche rigida	B.R.Paterson
- Acrotriche serrulata	R.Br.